# Arsenij Jazenjuk

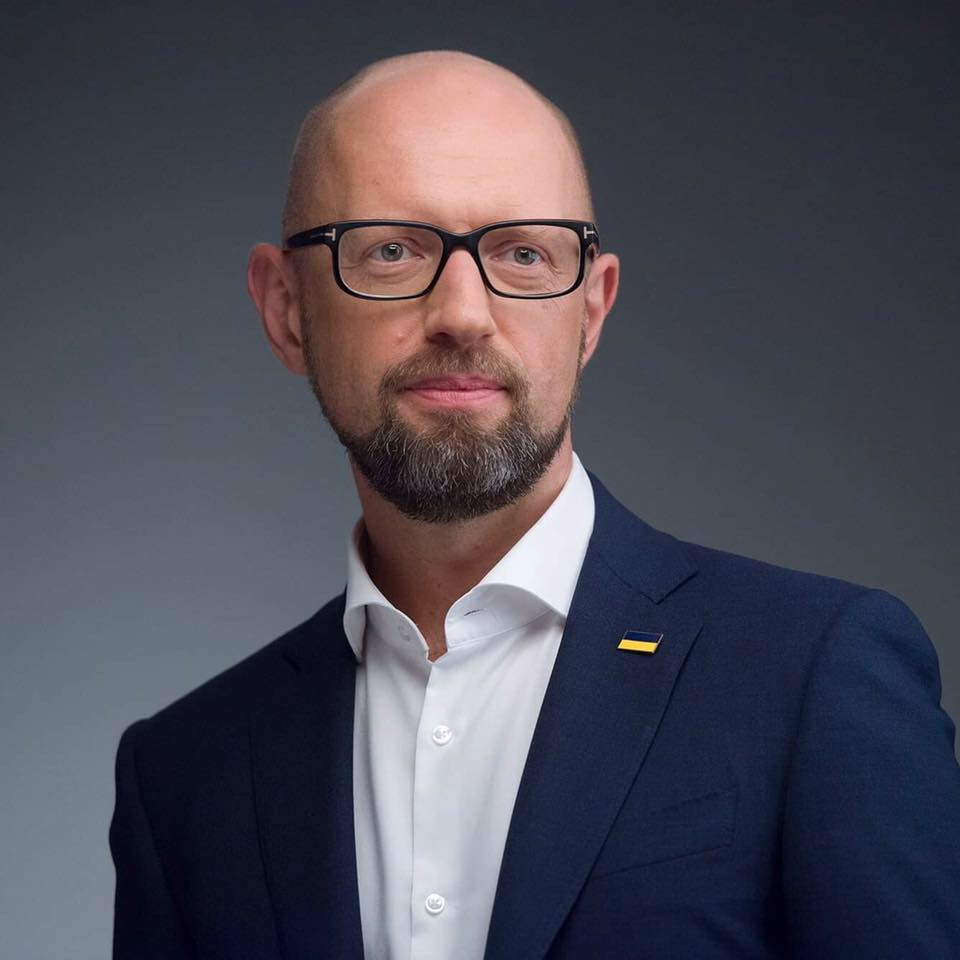
Arsenij Jazenjuk (2018)

Arsenij Petrowytsch Jazenjuk [arˈsənʲi jat͡sə'nʲuk] (ukrainisch Арсеній Петрович Яценюк; * 22. Mai 1974 in Czernowitz, Ukrainische SSR, Sowjetunion) ist ein ukrainischer Politiker. Er war vom 27. Februar 2014 bis zum 14. April 2016 Ministerpräsident der Ukraine. Von Dezember 2007 bis September 2008 war er Präsident des ukrainischen Parlaments (Werchowna Rada) und zuvor Außenminister seines Landes.
Jazenjuk gehörte zunächst der Partei Allukrainische Vereinigung „Vaterland“ an und war seit dem 10. September 2014 Vorsitzender der von ihm mitgegründeten Partei Volksfront, die jedoch nach der Abgabe des Ministerpräsidentenpostens nicht mehr zur Wahl 2019 antrat.

## Leben
Jazenjuk ist der Sohn eines Lehrers und einer Lehrerin für Fremdsprachen. Er studierte von 1991 bis 1996 Rechtswissenschaften an der Universität Czernowitz. Nach dem Abschluss des ersten Studiums folgte ein Fernstudium der Wirtschaftswissenschaften an der Handelshochschule Czernowitz mit dem Schwerpunkt Unternehmensrechnung und Revision, das er 2001 als Diplomökonom abschloss. Jazenjuk promovierte auch zum candidatus scientiarum (CSc, Kandidat der Wissenschaften) in Wirtschaft.

### Tätigkeit in der Finanzwirtschaft
Die ersten Berufserfahrungen sammelte Jazenjuk noch während seines ersten Studiums in der eigenen Rechtsberatung Jurek Ltd., die er zwischen 1992 und 1997 in Czernowitz führte. 1998 kam er nach Kiew in die AT AvalBank (eine der größten ukrainischen Banken, 2005 hat die österreichische Raiffeisen Bank International (RBI) eine Mehrheitsbeteiligung an der Bank erworben), wo er es bis zum Berater des Vorstandsvorsitzenden schaffte und 2001 für kurze Zeit Stellvertreter des Vorstandsvorsitzenden wurde.

### Tätigkeit in öffentlichen Ämtern

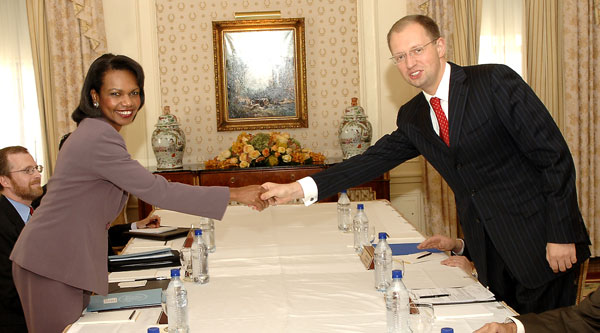
Jazenjuk 2007 mit der damaligen US-amerikanischen Außenministerin Condoleezza Rice

Im Jahr 2001 wurde er in die Regierung der Autonomen Republik Krim berufen, wo er zuerst kommissarisch und dann vollständig bis Januar 2003 das Wirtschaftsministerium leitete. Im Januar 2003 wurde er zum Vizepräsidenten der Nationalbank der Ukraine (NBU) ernannt. Zwischen Juli und Dezember 2004 übte er kommissarisch das Amt des Bankpräsidenten aus, als der bisherige Nationalbankpräsident, Serhij Tihipko, während der Präsidentenwahl den Wahlkampfstab Wiktor Janukowytschs leitete.
Am 9. März 2005 ernannte der neugewählte Präsident Wiktor Juschtschenko Jazenjuk zum Vizegouverneur der Oblast Odessa.
Nach der Entlassung der Regierung Tymoschenko durch Juschtschenko wurde Arsenij Jazenjuk am 27. September 2005 zum Wirtschaftsminister der Ukraine ernannt.
Am 21. März 2007 wurde Jazenjuk vom ukrainischen Parlament auf Vorschlag Juschtschenkos zum Außenminister gewählt. Seiner Wahl ging ein monatelanges Tauziehen um die Besetzung des Außenministeriums voraus, in dem die vom Präsidenten vorgeschlagenen Kandidaten Borys Tarasjuk und Wolodymyr Ohrysko nacheinander im Parlament durchfielen.

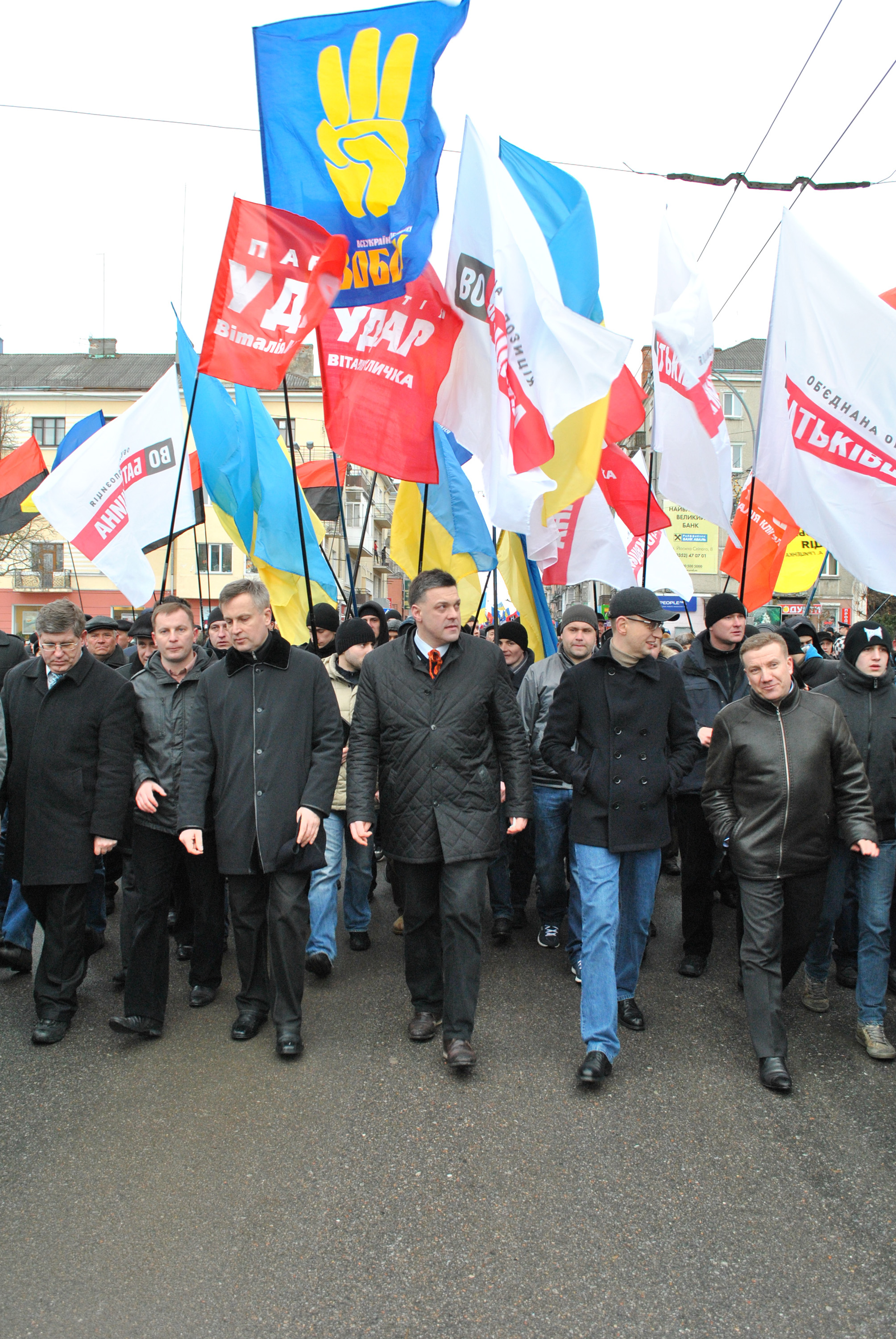
Jazenjuk, Oleh Tjahnybok und Walentyn Nalywajtschenko, März 2013

Nach der Parlamentswahl 2007 wurde er von den westlich orientierten Parteien NU-NS und BJuT als Kandidat für den Posten des Parlamentspräsidenten vorgeschlagen und auf der Parlamentssitzung vom 4. Dezember 2007 gewählt. Vor Verkündung des Abstimmungsergebnisses verließen die Abgeordneten der Partei der Regionen und der Kommunisten den Plenarsaal, die damit gegen einen Verstoß gegen das Wahlgeheimnis protestierten, den sie NU-NS und BJuT vorwarfen.
Im Januar 2008 unterschrieb Jazenjuk als Außenminister gemeinsam mit Staatspräsident Juschtschenko und Ministerpräsidentin Tymoschenko einen Brief an die NATO, in dem um die Einleitung des Prozesses für einen Beitritt der Ukraine zu dem Bündnis auf dem anstehenden NATO-Gipfel in Bukarest gebeten wurde. Darüber kam es zu einer politischen Krise, denn die Oppositionsparteien sahen die Unterschrift als eine dem Amt des Parlamentspräsidenten unangemessene politische Stellungnahme. Sie forderten Jazenjuk auf, seine Unterschrift offiziell zurückzuziehen, und verhinderten durch eine Blockade des Parlamentspräsidiums im Sitzungssaal die Arbeit der Werchowna Rada. Als Jazenjuk sich weigerte, seine Unterschrift zu widerrufen, wurden Rücktrittsforderungen laut.
Nach dem Scheitern der Regierungskoalition aus NU-NS und BJuT erklärte Jazenjuk am 17. September 2008 seinen Rücktritt und begründete dies damit, dass die Voraussetzungen für eine Ausübung des Amtes aus seiner Sicht nicht mehr gegeben seien. Beobachter vermuteten dagegen, Jazenjuk wolle sich auf die bevorstehende Neuwahl vorbereiten. Im Oktober erklärte Jazenjuk, nicht mit einer eigenen Gruppierung zur Wahl antreten zu wollen. Sein Amt als Parlamentspräsident legte er jedoch erst nieder, als er im November von einer Mehrheit der Abgeordneten gegen die Stimmen des BJuT abgewählt wurde. Danach gründete Jazenjuk seine eigene politische Bewegung „Front Smin“ (deutsch Front der Veränderungen). Zur Parlamentswahl 2012 trat diese Bewegung der Vereinigten Opposition bei, die auf der Liste der Vaterlandspartei kandidierte.
Im Mai 2009 erreichte Jazenjuk das Mindestalter von 35 Jahren, um als Staatspräsident zu kandidieren, und trat bei der Präsidentschaftswahl im Januar 2010 an. Umfragen in der ersten Jahreshälfte 2009 zufolge gehörte Jazenjuk neben Julija Tymoschenko und Wiktor Janukowytsch zu den drei aussichtsreichsten Anwärtern für das Amt des ukrainischen Staatsoberhauptes. Er erhielt 6,69 Prozent der Wählerstimmen und gelangte nicht in die Stichwahl.

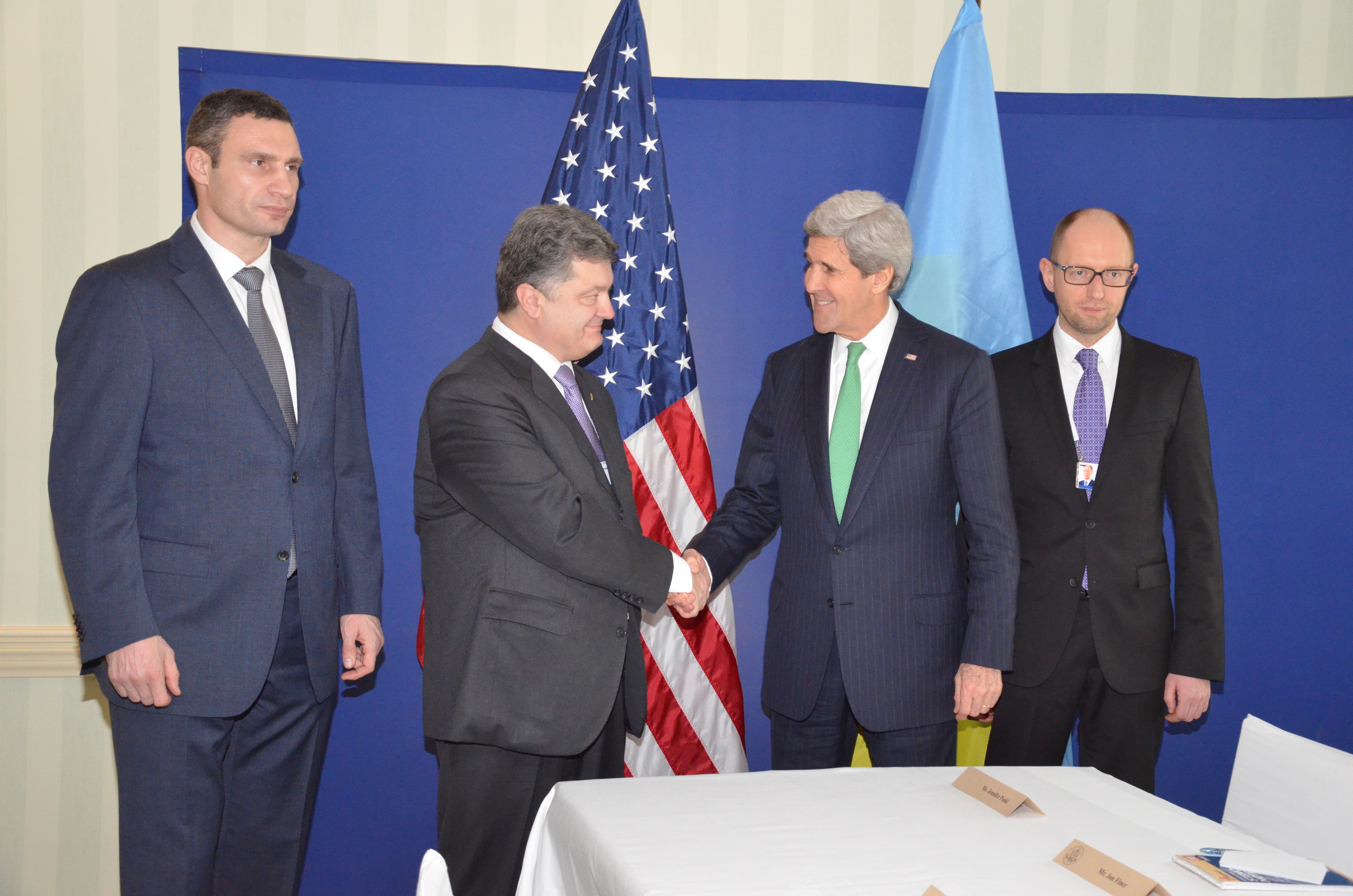
Vitali Klitschko, Petro Poroschenko, John Kerry und Jazenjuk, Januar 2014

Bei der Parlamentswahl 2012 erreichte die Vaterlandspartei 25,54 % der Wählerstimmen und erhielt 103 Sitze in der Werchowna Rada; damit bildete sie die zweitgrößte Parlamentsfraktion. Jazenjuk wurde Fraktionsführer. Bei den Protestveranstaltungen des Euromaidan trat er als einer der Oppositionsführer auf. Gemeinsam mit den anderen Führungsfiguren der Opposition, Oleh Tjahnybok und Vitali Klitschko, verhandelte er mehrmals mit Staatspräsident Janukowytsch über eine Beilegung der Krise. Janukowytschs Angebot, das Amt des Ministerpräsidenten zu übernehmen, lehnte Jazenjuk Ende Januar 2014 ab.
Nach der Flucht Janukowytschs wurde Jazenjuk am 27. Februar 2014 von der Werchowna Rada zum Ministerpräsidenten seiner Übergangsregierung gewählt. Er erhielt 371 Stimmen, anwesend waren 417 der 450 Abgeordneten des Parlaments. Seine Kandidatur wurde auch außerhalb des Parlaments von führenden Mitgliedern der informellen Gruppen des Euromaidan unterstützt.
Die Wahl war nicht in Übereinstimmung mit der ukrainischen Verfassung. Nach Art. 106 (9) hätte Jazenjuk von Janukowytsch mit Zustimmung des Parlaments zum Ministerpräsidenten ernannt werden müssen. Da sich dieser jedoch nach Russland abgesetzt hatte, und die Verfassung einen solchen Fall nicht vorsah, konnte die Wahl nicht dementsprechend durchgeführt werden.
Die Financial Times bezeichnete ihn als Favoriten der Amerikaner.
Er ist Vorsitzender der im März 2014 gegründeten Partei Volksfront, die bei der Parlamentswahl in der Ukraine 2014 antrat und zweitstärkste Partei in der Werchowna Rada wurde.
Am 2. Dezember 2014 bildete er mit seiner Partei und den Parteien Block Petro Poroschenko, Radikale Partei Oleh Ljaschkos, Vaterlandspartei und Selbsthilfe eine Koalitionsregierung.

### Handeln als amtierender Ministerpräsident
Am 16. März drohte Jazenjuk den Rädelsführern des pro-russischen Separatismus: „Wir werden sie alle finden – auch wenn es ein oder zwei Jahre dauert – und sie zur Rechenschaft ziehen und vor ukrainischen und internationalen Gerichten anklagen. Der Boden wird unter ihren Füßen brennen.“
Bezug nehmend auf die Proteste prorussischer Aktivisten stellte Jazenjuk am 18. März in einer an die Bevölkerung der Ostukraine gerichteten Rede eine Dezentralisierung und mehr Kompetenzen in Aussicht. Dies werde Teil der neuen Verfassung sein. Berücksichtigt werden sollten auch lokale Eigenheiten in Fragen wie Erziehung, Kultur, Geschichte und Helden. In einem Interview mit der Süddeutschen Zeitung sagte er, „mehr Föderalismus“ sei „der erste Schritt um die ukrainische Souveränität zu zerstören.“
Der Forderung seines Verteidigungsminister Andrij Parubij nach Einführung einer Visumpflicht für russische Staatsbürger stellte Jazenjuk entgegen, dass an der Beibehaltung des visumfreien Verkehrs eine große Zahl der Bürger, in erster Linie im Süden und Osten des Landes, interessiert sind, die in Russland arbeiten oder Verwandte haben.
Nachdem im ukrainischen Parlament mehrere Wirtschaftsgesetze abgelehnt worden waren, reichte er im Juli 2014 seinen Rücktritt ein. Darunter war ein Gesetz, das die Beteiligung ausländischer Investoren am Gastransportsystem der Ukraine möglich gemacht hätte. Präsident Poroschenko forderte Jazenjuk auf, im Amt zu bleiben. Bei einer Abstimmung am 31. Juli 2014 lehnte eine breite Mehrheit der Abgeordneten seinen Rücktritt ab. Jazenjuk blieb somit im Amt.
Am 27. November 2014 wurde Jazenjuk mit großer Mehrheit erneut als Ministerpräsident bestätigt. 341 Parlamentsabgeordnete stimmten für ihn (115 mehr als für eine Wiederwahl erforderlich gewesen wären).
In einer Rede am 11. Dezember 2014 bereitete er die Ukrainer auf schmerzhafte Reformen vor: Er werde das Rentenalter auf 65 Jahre heraufsetzen, den bislang stark subventionierten Gaspreis stark erhöhen und den Staatshaushalt stark (das Finanzministerium erwäge Budgetkürzungen von bis zu 25 Prozent) kürzen. Er erklärte die Ukraine praktisch für bankrott und bat den Westen um ein neues Hilfspaket in Höhe von 15 Milliarden US-Dollar.
Am 16. Februar 2016 forderte Präsident Poroschenko den Rücktritt Jazenjuks als Ministerpräsident, da ihm seit längerem vorgeworfen wird, Reformen zu verschleppen.
Am Abend desselben Tages überstand Jazenjuk ein Misstrauensvotum in der Werchowna Rada, da nur 194 statt der nötigen 226 Abgeordneten für seine Absetzung votierten.
Die Ergebnisse von Jazenjuks Tätigkeit als Ministerpräsident wurden in Sachen Korruptionsbekämpfung als nicht genügend bewertet. In der Parlamentsfraktion gab es immer wieder Korruptions-Vorwürfe gegen hochrangige Politiker. Die Landeswährung verlor fast 80 Prozent ihres Wertes. Zuletzt betrugen die Umfragewerte Jazenjuks 0,6 Prozent. Binnen zwei Jahren hätte die Ukraine jedoch laut Leszek Balcerowicz die Schocks aus dem Erbe des vormaligen Präsidenten sowie der russischen militärischen als auch ökonomischen Aggression durch ein Embargo verkraftet. Das sei das Verdienst Jazenjuks und Jareskos. Jazenjuks neoliberale Rezepte verpufften ohne Wirkung. Die noch ausstehenden Reformen sollten Privatisierungen umfassen, da der Staat noch viele defizitäre Unternehmen besitze, aus denen Geld abgezweigt würde.
Am 10. April 2016 kündigte Jazenjuk in einer Fernsehansprache seinen Rücktritt als Ministerpräsident an. Am 14. April 2016 bestätigte die Werchowna Rada den Rücktritt Jazenjuks mit 257 Stimmen und wählte mit demselben Votum Wolodymyr Hrojsman zu seinem Nachfolger als Ministerpräsident.
Im Vergleich zu anderen Regierungen schnitt Jazenjuk im Bezug auf Reformen recht gut ab; nach der Revolution der Würde hatte sich ein offenes Fenster für Reformen ergeben und die Regierung konnte mit dem Einbringen von Gesetzen Reformschritte auf den Weg bringen.

### Ermittlungen wegen Korruption
Am 15. März 2016 begann die Generalstaatsanwaltschaft Ermittlungen gegen Jazenjuk wegen mutmaßlicher Annahme einer Bestechung in Höhe von 3 Millionen US-Dollar, bei der es um die Besetzung des Postens als Generaldirektor des nationalen Fernseh- und Funkkonzerns (RRT) durch Wolodymyr Ischtschuk ging. Diese Information wurde kurz nach Jazenjuks Rücktrittsankündigung auf Anfrage des Parlamentsabgeordneten Dobrodomow von der Generalstaatsanwaltschaft bekanntgegeben.
Gegen Jazenjuks „Hauptfinanzier“ Mykola Martynenko wurde in der Schweiz ab 2013 wegen Geldwäsche ermittelt.

## Privates
Jazenjuk ist verheiratet, hat zwei Töchter und gehört der Ukrainischen Griechisch-Katholischen Kirche an. Verschiedene Medien und Beobachter berichteten, dass er eine jüdische Abstammung wegen möglicherweise antisemitischer Stimmungen verschleiert habe.
Jazenjuk war 2007 Begründer der Open Ukraine Foundation, die von amerikanischen, britischen und anderen internationalen Partnern – u. a. von der U.S.-Ukraine Foundation, vom Außenministerium der Vereinigten Staaten, der NATO, Chatham House, der Swedbank, der „Black Sea Trust for Regional Cooperation“, einem Projekt des German Marshall Fund, und der National Endowment for Democracy (NED) – sowie von der ukrainischen Viktor-Pinchuk-Stiftung finanziert wurde. Die Website der Open Ukraine Foundation und die Facebook-Seite wurden im Jahr 2014 abgeschaltet. Seit Anfang März 2014 ist die Website wieder online, inklusive der Logos der vorgenannten Partnerorganisationen.